# Gleba (grzyby)

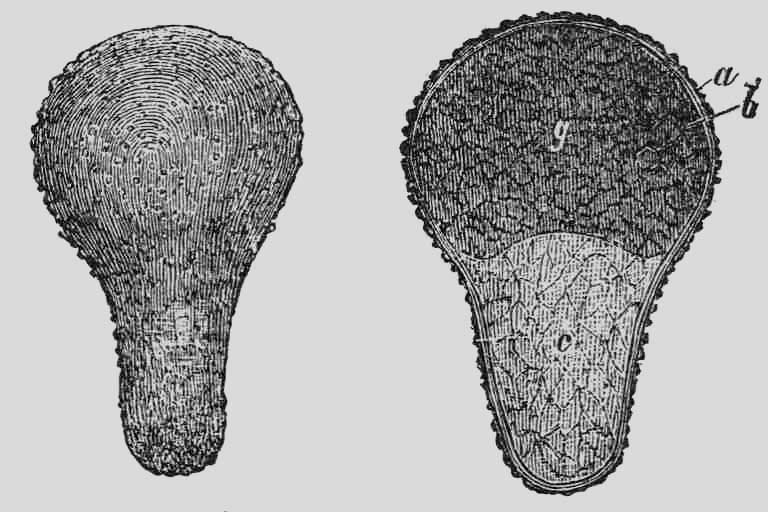
Owocnik purchawki: a) ektoperydium, b) endoperydium, c) podglebie, g) gleba

Gleba (łac. gleba) – płodna część w zamkniętych owocnikach grzybów, dawniej zaliczanych do grupy wnętrzniaków.
Gleba występuje np. u grzybów z rodzajów Lycoperdon (purchawka), Scleroderma (tęgoskór) i in. Może zajmować całe wnętrze owocnika, lub tylko jego górną część – w takim przypadku dolną, płonną część nazywa się podglebiem (subgleba). Czasami gleba i podglebie oddzielone są od siebie zbitą warstwą strzępek tworzących diafragmę (diaphragma).
Gleba zmienia swoją strukturę podczas dojrzewania owocnika. Pomiędzy jej luźnymi strzępkami powstają liczne komory, a na ich ścianach tworzy się hymenium (warstwa rodzajna) zbudowana z podstawek (basidium), na których powstają zarodniki. Zazwyczaj też podczas dojrzewania owocnika zmienia się kolor gleby; początkowo biaława staje się coraz ciemniejsza. Dojrzała gleba u różnych gatunków może przybierać różne postacie:
- najczęściej staje się pylistą masą zarodników, czasami poprzegradzanych nitkowatą włośnią. Zarodniki te pod wpływem podmuchów wiatru lub kropel deszczu wyrzucane są na zewnątrz i rozsiewane. Odbywa się to przez otwór w perydium (u niektórych gatunków perydium całkowicie się otwiera)
- czasami wskutek autolizy gleba przekształca się w cuchnąca maź, w której pływają zarodniki. Rozsiewane są one przez owady zwabiane zapachem
- czasami gleba rozpada się na niewielkie soczewkowatego kształtu fragmenty o stwardniałej ścianie[1].